# Brasserie Oxymore
Brasserie Oxymore is een Belgische brouwerij te Limerlé in de provincie Luxemburg.

## Geschiedenis
In 2001 werd de coöperatieve vereniging Périple en la Demeure opgericht, een vereniging die cultureel, sociaal en milieubewust doelgericht is. In 2003 werd door de vzw Comté de Salm een stuk landbouwgrond van 1ha gekocht en toevertrouwd aan de vereniging. Vanaf juli 2006 werd door Périple en la Demeure een brouwerij opgestart met aan de roerstok een gediplomeerde vrouwelijke brouwer Anne Peters, die bijgestaan werd door de brouwmeester van de abdij van Orval, Jean-Marie Rock.

Oxymore is afgeleid van het griekse oxymoron

## Bieren
- Oxymore, 5%